# Marinha Grande
Marinha Grande is een gemeente in het Portugese district Leiria.
De gemeente heeft een totale oppervlakte van 177 km² en telde 35.571 inwoners in 2001.

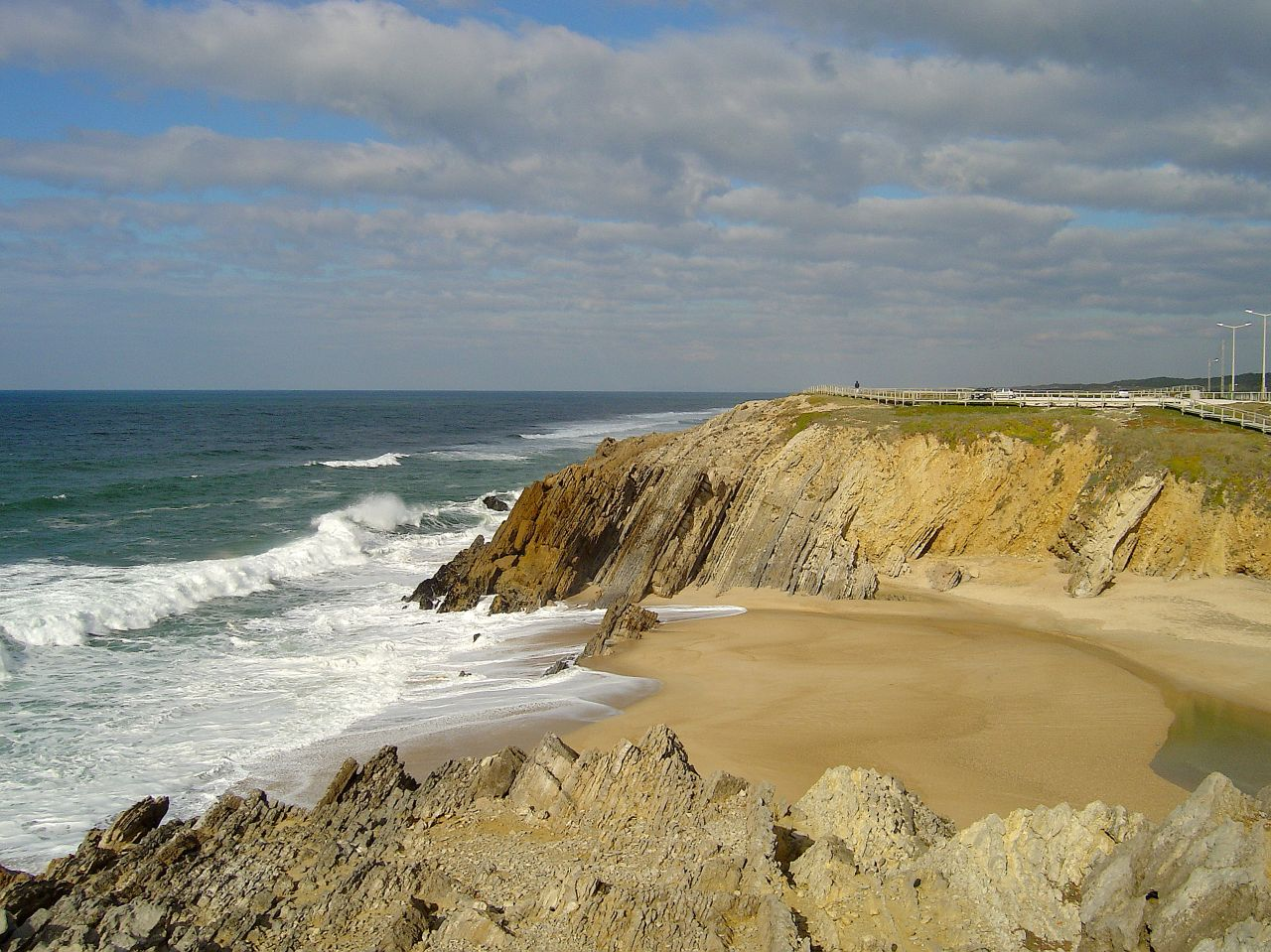
Kustlijn

## Plaatsen in de gemeente
- Marinha Grande
- Moita
- Vieira de Leiria